# Gujana Brytyjska na Igrzyskach Imperium Brytyjskiego 1938
Gujana Brytyjska wystartowała na Igrzyskach Imperium Brytyjskiego w 1938 roku w Sydney jako jedna z 15 reprezentacji. Była to trzecia edycja tej imprezy sportowej oraz trzeci start gujańskich zawodników. Reprezentacja zajęła dziewiąte miejsce w generalnej klasyfikacji medalowej igrzysk, zdobywając jeden srebrny medal.

## Medale
| Dyscyplina | Złoto | Srebro | Brąz | Razem |
| ---------- | ----- | ------ | ---- | ----- |
| pływanie   | -     | 1      | -    | 1     |

## Skład reprezentacji
Pływanie
- Walter P. Spence: 
  - 110 jardów stylem grzbietowym (odpadł w eliminacjach)
  - 110 jardów stylem dowolnym (odpadł w eliminacjach)
  - 220 jardów stylem klasycznym (2. miejsce)